# Bildstein
Bildstein település Ausztria legnyugatibb tartományának, Vorarlbergnek a Bregenzi járásában található. Területe 9,14 km², lakosainak száma 721 fő, népsűrűsége pedig 79 fő/km² (2014. január 1-jén). A település 659 méteres tengerszint feletti magasságban helyezkedik el.
A település részei: Bildstein-Dorf és Farnach.

## Fordítás
- Ez a szócikk részben vagy egészben  a   Bildstein című angol Wikipédia-szócikk ezen változatának fordításán alapul.  Az eredeti cikk szerkesztőit annak laptörténete sorolja fel. Ez a jelzés csupán a megfogalmazás eredetét és a szerzői jogokat jelzi, nem szolgál a cikkben szereplő információk forrásmegjelöléseként.